# Capim-marinho
O capim-marinho (Spartina alterniflora) é uma planta herbácea, perene halófita, presente em habitats lacustres, pântanos e zonas costeiras. É nativa do continente americano e pode-se encontrar por todo o litoral do Brasil nas marismas. O seu caule aéreo é um colmo robusto apresentando rizomas na parte subterrânea. As folhas são lineares com espigas erectas. É também conhecida como capim-da-praia, capim-da-roça e capim-paraturá.

Chega a medir mais de um metro de altura.

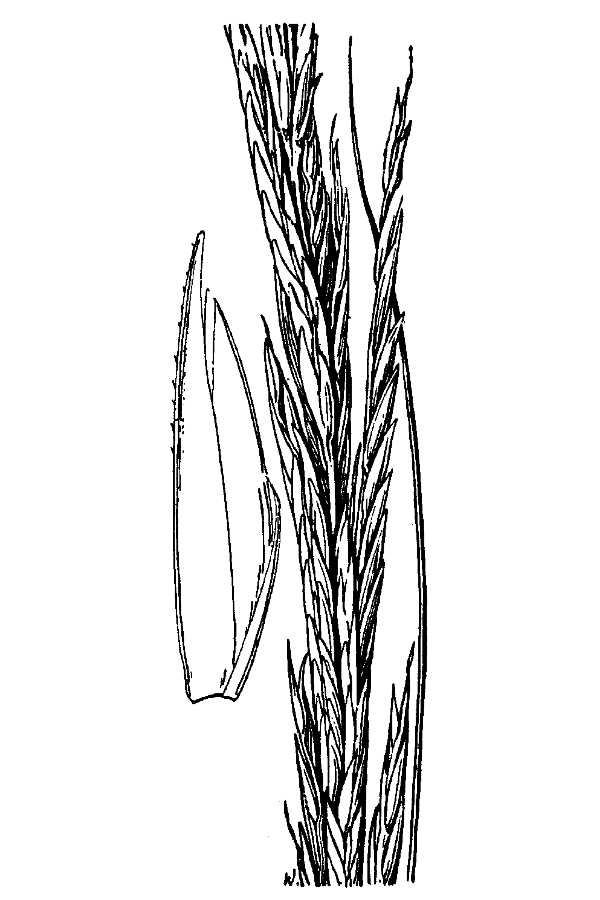
Pormenor.

 A planta é apreciada pela quantidade de matéria orgânica que aduba as terras alagadiças e beneficia os terrenos, protegendo-os contra a erosão.

## Sinónimos
| - Dactylis cynosuroides L. - Dactylis fasciculata C.Sm. - Dactylis maritima Schrad. - Limnetis glabra (Muhl. ex Elliott) Eaton & Wright - Spartina brasiliensis Raddi - Spartina dissitiflora Steud. | - Spartina glabra Muhl. - Spartina intermedia Bosc ex St.-Yves - Spartina laevigata Bosc ex Link - Spartina longispica Hauman & Parodi ex St.-Yves - Spartina merrillii A.Chev. - Spartina x merrillii A. Chev. - Trachynotia alterniflora Steud. |